# Anthophora xanthostoma
Anthophora xanthostoma is een vliesvleugelig insect uit de familie bijen en hommels (Apidae). De wetenschappelijke naam van de soort is voor het eerst geldig gepubliceerd in 1932 door Cockerell.
De diersoort komt voor in Zimbabwe.